# Mariola Lourido
Mariola Lourido López (Cedeira, 1964) es una periodista española especialista en violencia de género, igualdad y derechos sociales, que ha desarrollado su trayectoria profesional en la Cadena Ser. Desde 2007 es redactora jefa de sociedad de los servicios informativos de la cadena.

## Trayectoria
Licenciada en periodismo por la Universidad Complutense de Madrid, inició su trayectoria laboral en Radio Ferrol. Fue editora de los servicios informativos en Galicia. En el año 2000 se trasladó a Madrid donde se incorporó a la sección de Sociedad y Cultura de los servicios informativos de la Cadena Ser donde ha destacado especialmente por su información sobre violencia de género, igualdad y derechos sociales. En 2007 fue nombrada jefa la esta sección.
En reconocimiento a esta trayectoria en 2008 recibió el I Premio de Participando Creamos espacios de Igualdad en la categoría de Comunicación, otorgado por el Consejo de las Mujeres del municipio de Madrid.
En 2013 recibió el premio Ameco Prensa-Mujer por su trabajo de información sobre violencia de género y su trayectoria informativa en favor de la "comunicación inclusiva" con perspectiva de género y en 2016 fue destacada con el premio "Móstoles ciudad contra la violencia de género".
En 2018 fue una de las promotoras del movimiento "Las periodistas paramos" iniciado el 8 de marzo para denunciar la "injusticia laboral" que sufren las mujeres en los medios de comunicación, la falta de mujeres en los puestos de dirección, la brecha salarial de género que existe en el sector o que los espacios de opinión y tertulias estén “copados” por hombres, pese a que “hay mujeres expertas que pueden equilibrar”.